# Proteste in Bangladesch 2024

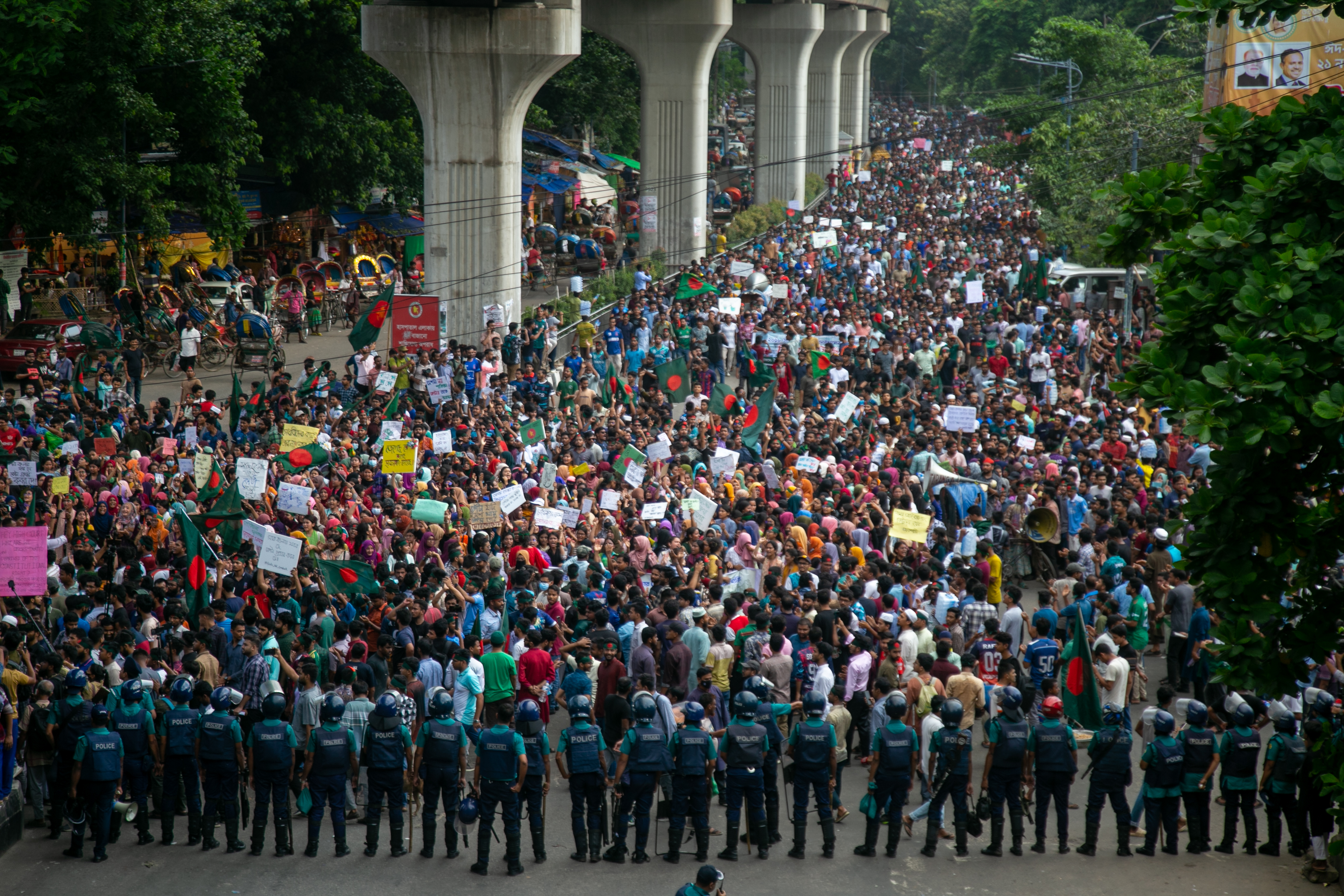
Bangla-Blockade am 6. Juli

Die Proteste in Bangladesch 2024 auch bekannt als „Julirevolution“, waren Proteste der Bevölkerung gegen die zunehmend autoritäre Regierung um Sheikh Hasina, die das Land insgesamt mehr als 20 Jahre lang regiert hatte. Sie begannen im Juli mit Studentenprotesten und dauerten einen Monat lang an, in welchem sie von der Regierung gewaltvoll niedergeschlagen und bekämpft wurden. Mehrere Hundert Menschen starben, die Auseinandersetzungen waren somit die schwersten seit der Unabhängigkeit des Landes 1971. Schlussendlich hatten sie aber Erfolg und führten zum Rücktritt von Sheikh Hasina sowie einer breit gestützten Übergangsregierung. Die angestrebte demokratische Revolution war somit erfolgreich.

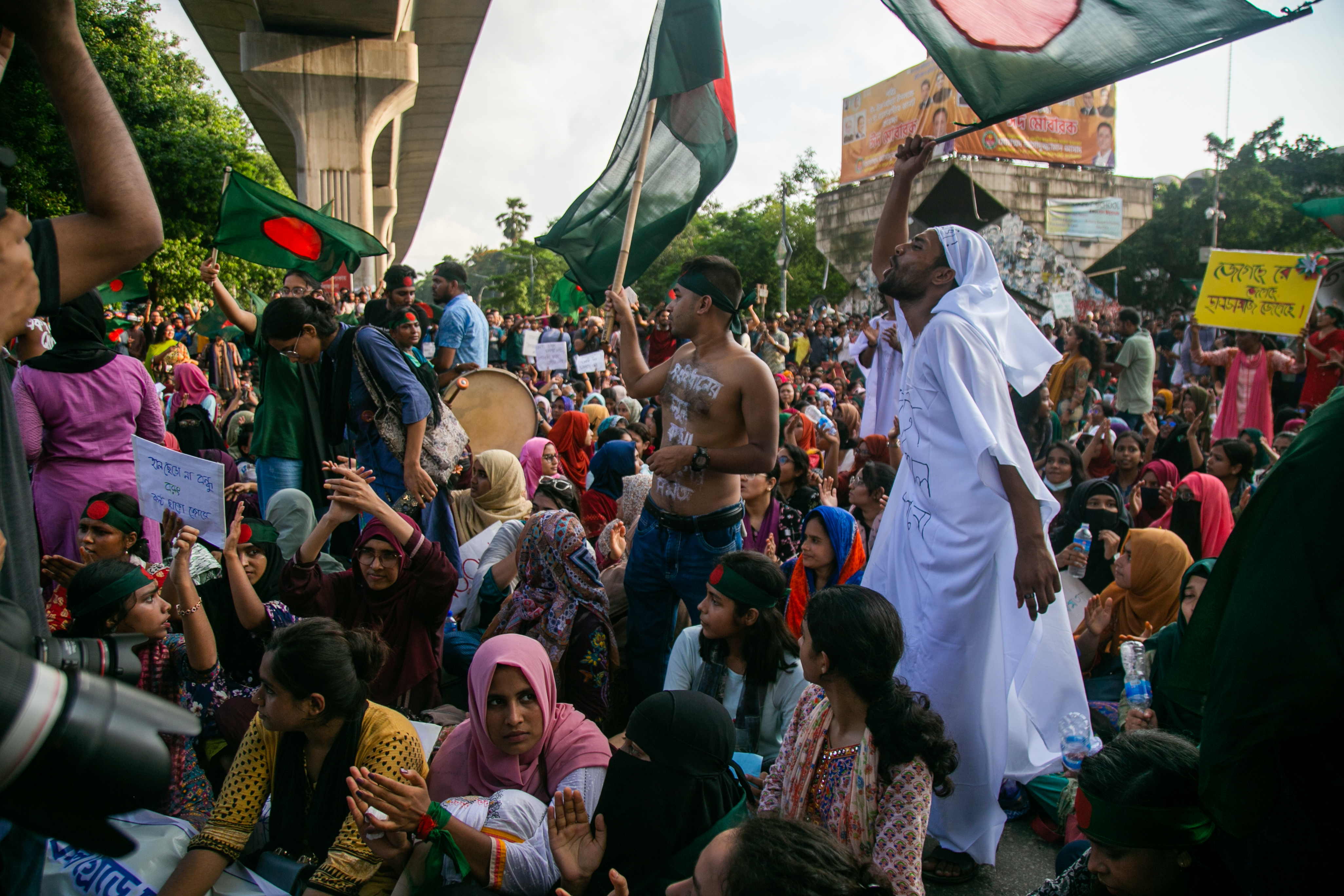
Bangla-Blockade am 6. Juli in Dhaka

Am 7. Juli 2024 begann die landesweite Protestwelle mit einer sogenannten Bangla-Blockade, einer national organisierten Verkehrsblockade, durch Studenten, bei denen es zu zahlreichen Todesopfern kam. Auslöser war eine geplante Quotenregelung, der zufolge knapp ein Drittel der staatlichen Stellen für sogenannte „Kriegshelden“ und deren Angehörige freigehalten worden wäre, also vor allem für Menschen aus dem Umfeld der Regierungspartei. Obgleich das höchste Gericht von Bangladesch am 21. Juli Teile der umstrittenen Quotenregelung kippte, gingen die Demonstrationen weiter und weiteten sich zu allgemeinen Protesten gegen die zunehmend autoritär regierende Ministerpräsidentin Hasina Wajed aus. Gefordert wurden ein Rücktritt der Regierung und demokratische Wahlen. Hasina bezeichnete die Aktivisten als „Terroristen“ und versuchte zunächst, die Proteste gewaltvoll sowie mit diversen Grundrechtseinschränkungen (bspw. Ausgangssperren und Internetzensur) zu stoppen. Bis Anfang August belief sich die Zahl der Toten auf über 300, die meisten davon starben durch Schüsse der Polizei. Mehr als 10.000 Menschen wurden festgenommen. Am 5. August trat Sheikh Hasina im Zuge der neuen Protestwelle zurück und verließ das Land. Ihr Amt übernahm übergangsweise Friedensnobelpreisträger Muhammad Yunus, der von den Studenten dafür vorgeschlagen worden war. Dies beendete die Proteste.

## Hintergrund

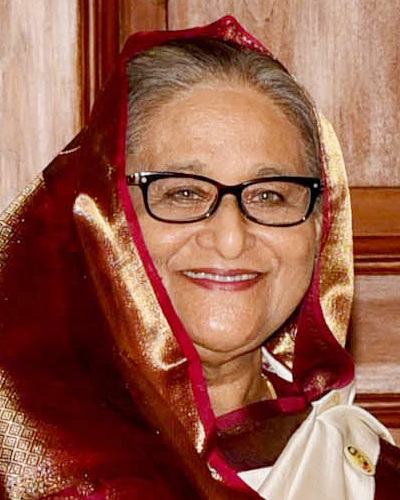
Damalige Premierministerin Hasina Wajed (2022)

In der Auseinandersetzung geht es um eine Quotenregelung, der zufolge knapp ein Drittel der staatlichen Stellen für sogenannte „Kriegshelden“ und deren Angehörige freizuhalten sind. Staatliche Stellen sind äußerst beliebt, weil sie finanziell unabhängig machen und meist unkündbar sind. Auf jährlich 3000 zu besetzende Stellen kommen 400.000 Bewerbungen. Die hohe Quote für Personen, die sich um die Unabhängigkeit des Landes im Bangladesch-Krieg von 1971 verdient gemacht haben oder deren Nachkommen, wird zunehmend als ungerecht empfunden. Hinzu kommen weitere Quoten für Frauen und für Personen aus unterentwickelten Regionen (je 10 %), ethnische Minderheiten (5 %) und Behinderte (1 %), sodass nur 44 % frei verfügbar sind. Der Meinung von Kritikern nach profitieren Familienangehörige der Regierungsparteien in ungerechtfertigter Weise von diesem System. Die Regierung von Bangladesch unter Ministerpräsidentin Hasina Scheich-Wajed, die seit 1996 (mit Unterbrechung von 2001 bis 2009) bis Anfang August 2024 an der Macht war, regierte teilweise autoritär; die Situation bezüglich Demokratie und Menschenrechten in Bangladesch blieb unter ihrer Regierung angeschlagen. Die Parlamentswahl im Januar 2024 wurde von der größten Oppositionspartei, der Bangladesh Nationalist Party (BNP), boykottiert.

## Verlauf
Die anfänglichen Verkehrsblockaden geschahen besonders in den Großstädten Dhaka, Chittagong, Kumilla, Jessore, Rangpur und Rajshahi. Die unmittelbaren Auseinandersetzungen richten sich gegen Angehörige der Bangladesh Chhatra League (BCL), d. h. Anhänger der regierenden Awami-Liga, die von Studenten ohne diese Zugehörigkeit mit Ziegelsteinen und Stöcken angegriffen werden. Die gegen die Gewalt und Straßenblockaden eingesetzte Polizei wirkte nicht deeskalierend.
Schon 2018 und zuvor 2013 gab es ähnliche Proteste, die endeten, nachdem die Regierung die entsprechenden Gesetze ausgesetzt hatte. Der Oberste Gerichtshof des Landes hatte am 5. Juni diese Gesetze jedoch für rechtmäßig erklärt, was die Proteste wieder neu entfachte. Premierministerin Sheikh Hasina heizte die Stimmung weiter deutlich an, indem sie die Protestler als „Verräter“ (bengalisch রাজাকার, razakars) bezeichnete. Die Studenten haben versichert, ihre Proteste fortzusetzen, bis ihre Forderungen erfüllt seien. Nachdem ein Gericht das 2018 suspendierte Gesetz im Juni wieder in Kraft gesetzt hatte, hob das Oberste Gericht dieses erneut auf. Doch dies reicht den Studenten nicht. „Wir werden nicht in die Hörsäle zurückkehren, bis unsere Forderung erfüllt ist“, äußerte Protestführer Rasel Ahmed gegenüber der Nachrichtenagentur AFP. Ein anderer Demonstrant sagte der BBC: „Meine Forderung ist nicht, das System abzuschaffen. Meine Forderung ist eine Quotenreform.“
Am 17. Juli wurde die Website von BCL gehackt und mit einem Slogan versehen, der zur Mäßigung aufrief. Das Internet war zeitweise gestört, Soziale Medien wurden von der Regierung gesperrt, „um die Sicherheit für die Bevölkerung sicherzustellen“, betonte der Minister für Telekommunikation, Zunaid Ahmed Palak. Das Auswärtige Amt in Berlin forderte gegenüber dem Magazin Zenith alle beteiligten Akteure zur Mäßigung und sofortigen Beendigung der Gewalt auf. Alle Gewaltakte müssten untersucht und Täter vor Gericht gestellt werden. Die Vorsitzende der deutsch-südasiatischen Parlamentariergruppe, Renate Künast, forderte eine umfassende, unabhängige und transparente Aufklärung der Gewalt. Menschen wurden getötet, Hunderte verletzt. Bis zum 23. Juli waren mindestens 187 Menschen ums Leben gekommen; bis zum 27. Juli starben mindestens 211 Menschen.
Als Folge der blutigen Massenproteste kippte das höchste Gericht in Dhaka Teile der umstrittenen Quotenregelung am 21. Juli 2024. So sollen künftig nur 7 Prozent der Stellen vorwiegend für Nachkommen von Soldaten reserviert sein.
Bis Anfang August gab es bei weiter laufenden Protesten bereits mehr als 300 Tote, die meisten starben durch Schüsse der Polizei; allein am 4. August starben 94 Menschen. Unter den Todesopfern sollen nach Angaben der Tageszeitung Prothom Alo 14 Polizisten sein. Die Demonstranten forderten Rechenschaft für die mindestens 150 Todesfälle bei den früheren Kundgebungen, die sie auf exzessive Gewaltanwendung der Polizei zurückführten. Zudem verlangten sie den Rücktritt von Premierministerin Hasina. Die Regierung verhängte daraufhin am 4. August 2024 erneut eine Ausgangssperre auf unbestimmte Zeit und blockierte das Internet. Im Rahmen der Proteste wurden mehr als 10.000 Demonstranten festgenommen.

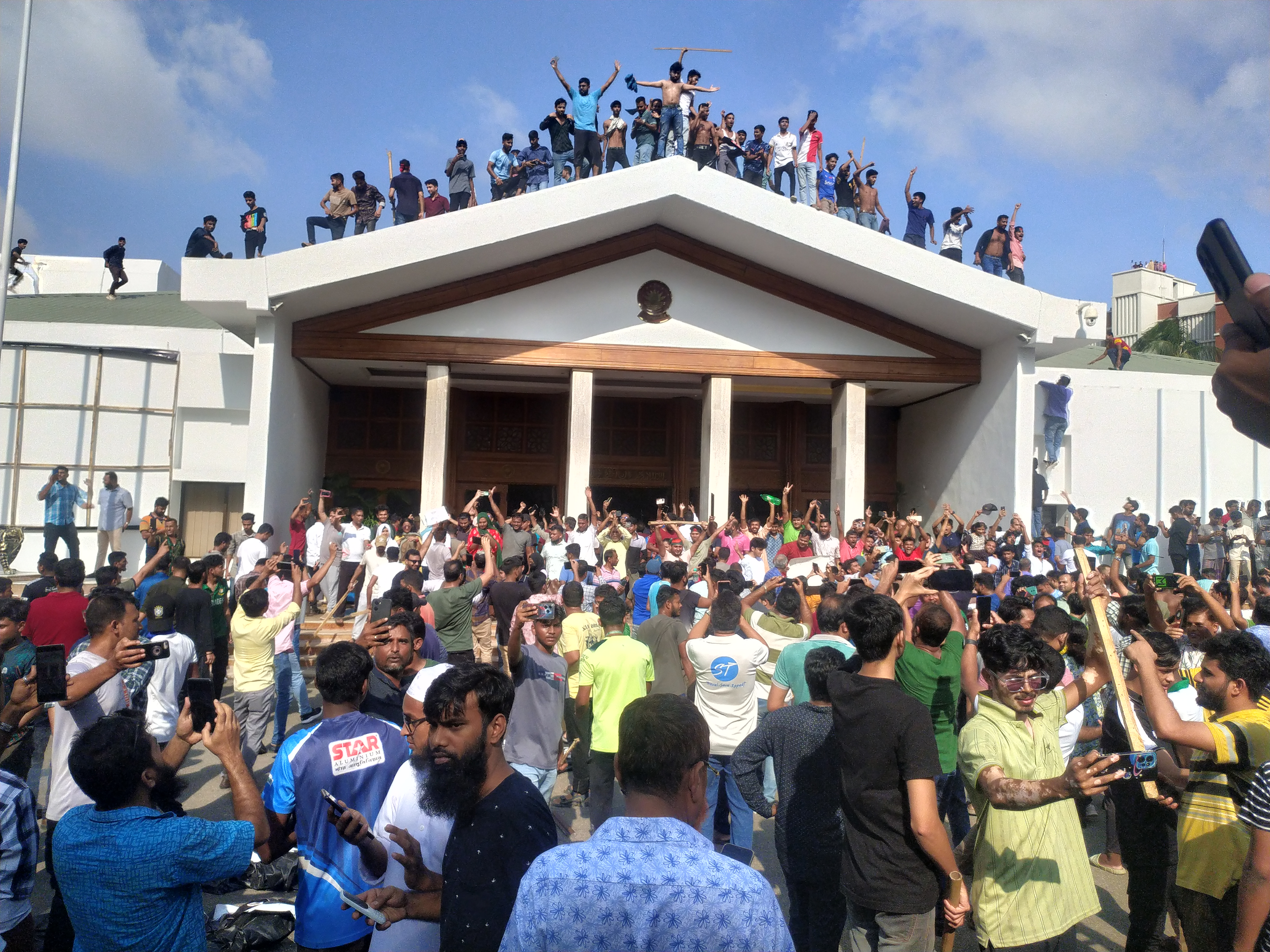
Demonstranten vor und auf dem Amtssitz der Premierministerin in Dhaka am 5. August

Am 5. August trat Sheikh Hasina im Zuge der neuen Protestwelle zurück und verließ das Land in einem Hubschrauber nach Indien. Demonstranten stürmten ihren Amtssitz, nachdem sie diesen bereits verlassen hatte. Auch das Parlamentsgebäude sowie Häuser und Geschäfte von Mitgliedern der Awami-Liga wurden gestürmt. Bei der Inbrandsetzung eines Hotels eines führenden Mitglieds von Hasinas Partei in der Stadt Jessore sollen mehr als ein Dutzend Menschen ums Leben gekommen sein. Mindestens 35 weitere Menschen wurden bei Gewaltausschreitungen in Sabhar außerhalb von Dhaka und in der Vorstadt Uttara getötet. Im Distrikt Satkhira im Südwesten von Bangladesch entkamen fast 600 Gefangene und Häftlinge bei einem Angriff auf ein Gefängnis. Auch Hindus, die etwa 8 Prozent der vorwiegend muslimischen Bevölkerung ausmachen und traditionell oft Anhänger der säkularen Awami-Liga sind, wurden Ziel von Angriffen. In indischen sozialen Medien wurden Bilder von Lynchmorden und Inbrandsetzungen von Hindutempeln verbreitet. Um weitere Stätten und Bevölkerungsgruppen vor Angriffen zu schützen, bildeten sich Freiwilligengruppen der studentischen Protestbewegung.

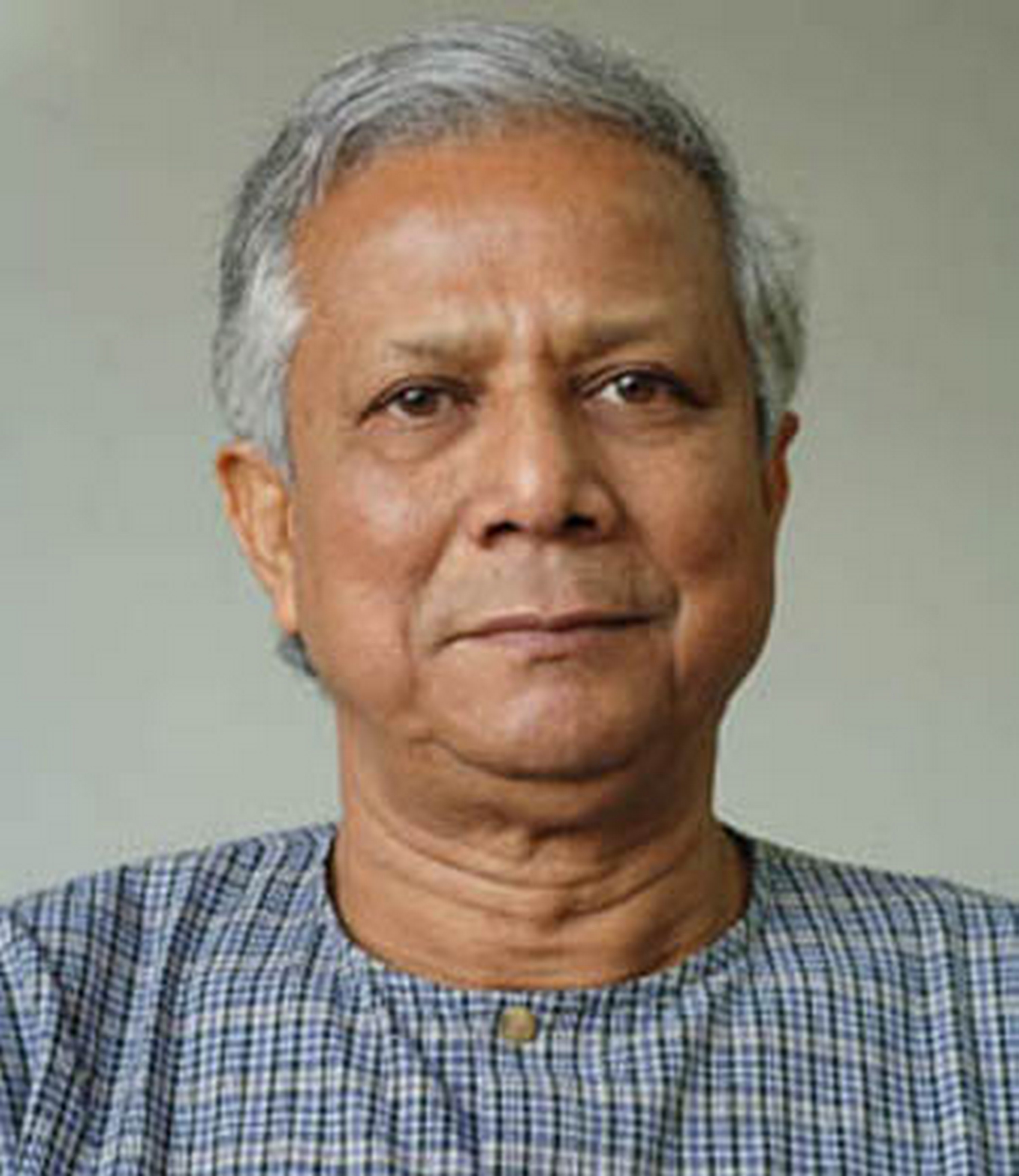
Übergangspremierminister Muhammad Yunus (2006)

Armeechef Waker-uz-Zaman teilte den Rücktritt der Premierministerin in einer Fernsehansprache mit und kündigte die Bildung einer Übergangsregierung an. Er rief zu einer Beendigung der Proteste auf. Staatspräsident Mohammed Shahabuddin bestätigte die Bildung einer Übergangsregierung und löste am 6. August das Parlament auf. Zudem wurde die Vorsitzende der oppositionellen Bangladesh Nationalist Party (BNP) und ehemalige Premierministerin Khaleda Zia aus ihrem Hausarrest freigelassen sowie die Freilassung inhaftierter Demonstranten angekündigt. Von Seiten der Protestbewegung wurde Wirtschaftswissenschaftler Muhammad Yunus, der 2006 den Friedensnobelpreis erhielt und ein politischer Gegner Hasinas ist, als Premierminister der Übergangsregierung vorgeschlagen. Yunus akzeptierte die mögliche Aufgabe: „Wenn in Bangladesch Handlung gefordert ist, für mein Land und für den Mut meines Volkes, dann werde ich handeln“. Am 8. August 2024 wurde Yunus als Premierminister der Übergangsregierung vereidigt.

## Reaktionen
Nach dem Rücktritt Hasinas äußerte der EU-Außenbeauftragte Josep Borrell, dass ein „geordneter und friedlicher Übergang zu einer demokratisch gewählten Regierung“ nun essenziell sei. Das Auswärtige Amt riet von Reisen nach Bangladesch ab und erklärte es sei „wichtig, dass Bangladesch seinen demokratischen Weg fortsetzt“.